# Микола Лисенко (монета)
«Мико́ла Ли́сенко» — ювілейна монета номіналом 2 гривні, випущена Національним банком України. Присвячена 160-річчю з дня народження видатного українського композитора, засновника української класичної музики, піаніста, педагога, хорового диригента, громадського діяча, етнографа Миколи Віталійовича Лисенка, який народився в с. Гриньках на Полтавщині. Значення творчості композитора в історії української музики виняткове. Він автор 9 опер («Наталка Полтавка», «Тарас Бульба», «Енеїда», «Різдвяна ніч», «Утоплена», «Коза-дереза» та ін.), багатьох творів, під його безпосереднім впливом сформувалася плеяда таких українських композиторів, як Кирило Стеценко, Яків Степовий, Микола Леонтович, Станіслав Людкевич, Лев Ревуцький та інші.
Монету введено в обіг 26 березня 2002 року. Вона належить до серії «Видатні особистості України».

## Опис монети та характеристики
| Номінал грн. | Метал      | Маса, грам | Діаметр, мм. | Якість виготовлення | Гурт     | Тираж, штук |
| ------------ | ---------- | ---------- | ------------ | ------------------- | -------- | ----------- |
| 2            | нейзильбер | 12,8       | 31,0         | звичайна            | рифлений | 30 000      |

### Аверс
На аверсі монети зображено нотний уривок з композиції «Молитва за Україну» (1885 р.), над яким розміщено малий Державний Герб України, угорі напис по колу: «УКРАЇНА», унизу — стилізовані квітки і написи: «2, ГРИВНІ, 2002» та логотип Монетного двору Національного банку України.

### Реверс
На реверсі монети зображено портрет Миколи Лисенка, по колу монети написи: «МИКОЛА ЛИСЕНКО» (праворуч) та роки життя «1842-1912» (ліворуч).

## Автори

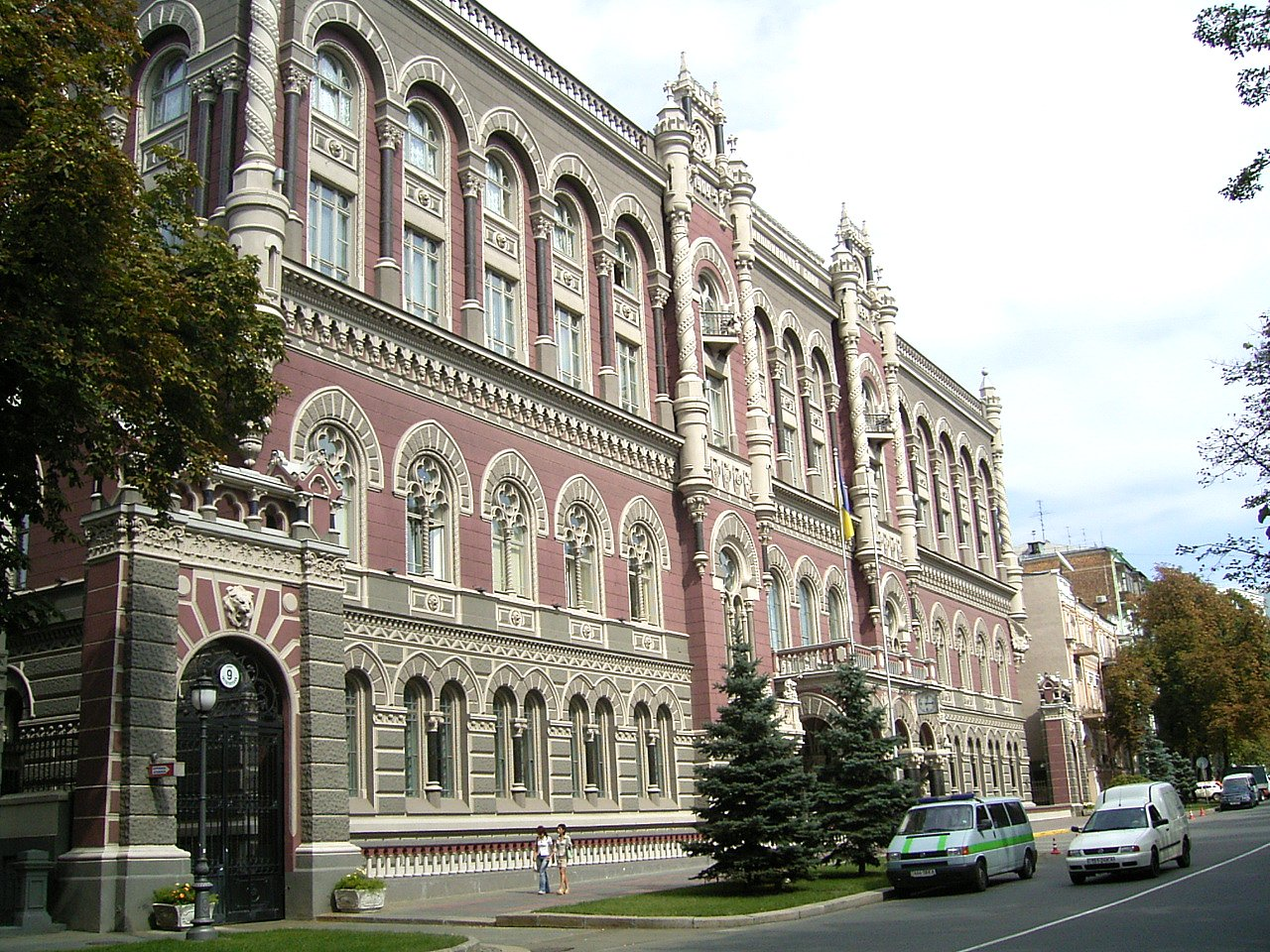
Будівля Національного банку України

- Художники: Лариса Корень, Микола Кочубей.
- Скульптори: Володимир Дем'яненко, Володимир Атаманчук.

## Вартість монети
Під час введення монети в обіг 2002 року, Національний банк України розповсюджував монету через свої філії за номінальною вартістю — 2 гривні.
Фактична приблизна вартість монети з роками змінювалася так:
| Рік        | 2010 | 2011 | 2012 | 2013 | 2014 | 2015 | 2016 | 2017 | 2018 | 2019 | 2020 | 2021 | 2022 | 2023 | 2024 | 2025 |
| ---------- | ---- | ---- | ---- | ---- | ---- | ---- | ---- | ---- | ---- | ---- | ---- | ---- | ---- | ---- | ---- | ---- |
| Ціна, грн. | 35   | 40   | 50   | 80   | 120  | 140  | 160  | 180  | 210  | 230  | 240  | 240  | 250  | 300  | 350  | 340  |